# Tour d'Espagne féminin 2023
La 9e édition de la Vuelta féminine, la première sous ce nom, a lieu du 1er au 7 mai 2023. C'est la 15e épreuve de l'UCI World Tour féminin 2023.
La formation Jumbo-Visma remporte le contre-la-montre par équipes inaugural. Charlotte Kool gagne la première arrivée au sprint. Marianne Vos se montre la plus rapide les deux étapes suivantes. Lors de la première étape de montagne, Demi Vollering devance Annemiek van Vleuten et Ricarda Bauernfeind. Le lendemain, la Movistar accélère alors que Vollering n'a pas réintégré le peloton après avoir soulagé un besoin naturel. Gaia Realini s'impose devant Annemiek van Vleuten qui reprend plus d'une minute à Vollering sur cette action controversée. Elle s'empare de la tête du classement général. Lors de l'ultime étape, Vollering démontre être la meilleure grimpeuse mais voit lui échapper la victoire au classement général pour neuf secondes. Gaia Realini complète le podium et est la meilleure grimpeuse. Marianne Vos remporte le classement par points, UAE Team ADQ la meilleure équipe.

## Présentation

### Un véritable troisième grand tour féminin
Cette édition est l'aboutissement du développement de l'épreuve, initié en 2020 avec l'augmentation de la durée de l'épreuve et des étapes hors des environs madrilènes, avec l'objectif annoncé de créer un véritable Tour d'Espagne féminin, sur une semaine de course. Cette édition, la première sous le nom de La Vuelta Feminina, a lieu un an après la première édition du Tour de France féminin, qui a pris le relai de La course by Le Tour de France, elle-même ayant inspirée le lancement de la course espagnole en 2015, sous le nom de La Madrid Challenge by La Vuelta. Par ailleurs, alors que l'épreuve se déroulait en parallèle de la version masculine, la course féminine a désormais lieu au printemps, ce qui était le cas de la Vuelta jusqu'en 1994.
« Si nous avons une des trois courses les plus importantes du cyclisme masculin, c'est indispensable d'avoir aussi une des trois plus grandes du cyclisme féminin. La Vuelta Femenina nait et grandit avec une nouvelle identité et une force propre », revendique Javier Guillén, le directeur d'Unipublic, qui organise la course ainsi que du Tour d'Espagne. « Le fait d'accueillir un des trois grands tours, avec un événement qui cette année gagne sa propre case au sein du calendrier international, renforce l'importance que le sport féminin a déjà dans Espagne », abonde José Manuel Franco, président du Conseil supérieur des Sports.

### Parcours
L'épreuve démarre par un contre-la-montre par équipes de 14,5 km autour de Torrevieja, qui avait déjà accueilli le grand départ du Tour d'Espagne 2019, avec déjà un chrono par équipes. Cette fois-ci, le parcours sera un peu plus long et explorera des routes différentes. « Nous sommes motivés pour faire un départ différent. Les marais salants seront en arrière-plan, mais nous allons donner une grande importance à la cité sportive, une des plus importantes du sud [du pays] », relève le maire Eduardo Dolón. Le peloton va ensuite effectuer une remontée vers le nord-ouest du pays, à travers dans un premier temps les trois étapes les moins difficiles de la course, répertoriées comme étapes de plaine par les organisateurs.
Les grimpeuses trouveront un terrain à leur convenance lors dans trois jours suivants, avec tout d'abord une arrivée au sommet du mirador de Peñas Llanas. Le lendemain, les participantes devront enchaîner deux cols dans les 50 derniers kilomètres. La dernière étape est l'étape en ligne la plus courte de cette édition, elle se termine au sommet de la célèbre montée vers les Lacs de Covadonga, quarante ans après son apparation sur l'épreuve masculine,,.
« Terminer dans un endroit aussi célèbre est essentiel pour l’impact médiatique de la course car cela se traduit par une plus grande couverture de l’événement. Je suis contente que La Vuelta Femenina ait choisi une ascension aussi connue », se réjouit la tenante du titre Annemiek van Vleuten, qui avait justement regretté en 2022 l'absence d'une véritable difficulté au sein du parcours.

### Équipes
La course accueille 23 équipes : 12 équipes World Tour et 11 équipes continentales.
Initialement prévue, l'équipe Zaaf se retire à quelques jours du départ, faute d'un nombre de coureuses suffisant et à la suite de difficultés financières.
| UCI Women's WorldTeams (12)- Canyon-SRAM Racing - Team DSM - EF Education-TIBCO-SVB - FDJ-Suez - Israel-Premier Tech Roland - Team Jumbo-Visma - Liv Racing TeqFind - Movistar Team - Team Jayco AlUla - SD Worx - Trek-Segafredo - UAE Team ADQ Équipes féminines continentales (11)- Bepink - Bizkaia-Durango - Coop-Hitec Products - Eneicat-CMTeam-Seguros Deportivos - Farto-BTC - Laboral Kutxa-Fundacion Euskadi - Massi Tactic - Cantabria Deporte-Rio Miera - Soltec Team - Sopela Women's Team - St Michel-Mavic-Auber93 |
| |

### Primes
Le total général des prix distribués est de 130 020 €. La Cima Estela Domínguez récompense la coureuse passée en tête de l'ascension la plus emblématique du parcours, en hommage à Estela Domínguez, décédée à l'entraînement après avoir été percutée par un camion, le 10 février 2023.
| Position                             | 1er   | 2e    | 3e    | 4e    | 5e    | 6e    | 7e    | 8e    | 9e    | 10e   | 11e-16e | 17e-20e | Total   |
| Classement général                   | 35000 | 15000 | 10000 | 3000  | 2000  | 1000  | 700   | 500   | 500   | 500   | 300     | 250     | 41 000  |
| Par étape                            | 1300  | 1000  | 750   | 500   | 350   | 300   | 250   | 230   | 200   | 180   | 150     | 100     | 6 360   |
| Classement par points                | 2000  | 1500  | 1000  |       |       |       |       |       |       |       |         |         | 7 500   |
| Classement de la meilleure grimpeuse | 2000  | 1500  | 1000  |       |       |       |       |       |       |       |         |         | 7 500   |
| Classement par équipes               | 2000  | 1500  | 1000  |       |       |       |       |       |       |       |         |         | 7 500   |
| Cima Estela Domínguez                | 500   |       |       |       |       |       |       |       |       |       |         |         | 500     |
| Prix de la combativité               | 500   |       |       |       |       |       |       |       |       |       |         |         | 500     |
| Total                                | Total | Total | Total | Total | Total | Total | Total | Total | Total | Total | Total   | Total   | 130 020 |

### Favorites
Demi Vollering, après avoir remporté les trois classiques ardennaises, fait figure de favorite. Annemiek van Vleuten, tenante du titre des deux dernières éditions et vainqueur sortante du Tour de France, sera sa grande rivale même si elle n'a pas encore gagné en 2023.

## Étapes
| Étape     | Date  | Villes étapes                     | type                         | Distance (km) | Vainqueur d'étape | Leader du classement général |
| --------- | ----- | --------------------------------- | ---------------------------- | ------------- | ----------------- | ---------------------------- |
| 1re étape | 1 mai | Torrevieja – Torrevieja           | contre-la-montre par équipes | 14,5          | Team Jumbo-Visma  | Anna Henderson               |
| 2e étape  | 2 mai | Orihuela – Pilar de la Horadada   | étape de plaine              | 105,8         | Charlotte Kool    | Marianne Vos                 |
| 3e étape  | 3 mai | Elche de la Sierra – La Roda      | étape de plaine              | 157,8         | Marianne Vos      | Marianne Vos                 |
| 4e étape  | 4 mai | Cuenca – Guadalajara              | étape de plaine              | 133,1         | Marianne Vos      | Marianne Vos                 |
| 5e étape  | 5 mai | La Cabrera – Riaza                | étape de montagne            | 129,5         | Demi Vollering    | Demi Vollering               |
| 6e étape  | 6 mai | Castro-Urdiales – Laredo          | étape de moyenne montagne    | 106,1         | Gaia Realini      | Annemiek van Vleuten         |
| 7e étape  | 7 mai | La Pola Siero – Lacs de Covadonga | étape de montagne            | 93,7          | Demi Vollering    | Annemiek van Vleuten         |

## Déroulement de la course

### 1reétape
| Torrevieja - Torrevieja | contre-la-montre par équipes | (14,5 km) |

L'épreuve débute par un contre-la-montre par équipes plat, long de 14,5 km autour de Torrevieja. La formation Jumbo-Visma remporte l'étape avec une seconde d'avance sur Canyon-SRAM. Anna Henderson prend la tête du classement général.
| \| Classement de l'étape \| Classement de l'étape \| Classement de l'étape \| Classement de l'étape \| Classement de l'étape \| Classement de l'étape \| \| Équipe \| Équipe \| Pays \| Temps \| Écart de temps \| Vitesse moy. \| \| --------------------- \| --------------------- \| --------------------- \| --------------------- \| --------------------- \| --------------------- \| \| 1re \| Team Jumbo-Visma \| Pays-Bas \| 18 min 03 s \| 0 s \| 48.199 km/h \| \| 2e \| Canyon-SRAM Racing \| Allemagne \| 18 min 04 s \| + 1 s \| 48.155 km/h \| \| 3e \| Trek-Segafredo \| États-Unis \| 18 min 12 s \| + 9 s \| 47.802 km/h \| \| 4e \| Movistar Team \| Espagne \| 18 min 15 s \| + 12 s \| 47.671 km/h \| \| 5e \| SD Worx \| Pays-Bas \| 18 min 18 s \| + 15 s \| 47.584 km/h \| \| 6e \| FDJ-Suez \| France \| 18 min 28 s \| + 25 s \| 47.112 km/h \| \| 7e \| Team DSM \| Pays-Bas \| 18 min 28 s \| + 25 s \| 47.112 km/h \| \| 8e \| Team Jayco AlUla \| Australie \| 18 min 34 s \| + 31 s \| 46.858 km/h \| \| 9e \| UAE Team ADQ \| Émirats arabes unis \| 18 min 44 s \| + 41 s \| 46.441 km/h \| \| 10e \| Liv Racing TeqFind \| Pays-Bas \| 18 min 45 s \| + 42 s \| 46.400 km/h \| |                    |                     |             |                |              |
| |                    |                     |             |                |              |
| |                    |                     |             |                |              |
| Classement de l'étape |                    |                     |             |                |              |
| Équipe | Équipe             | Pays                | Temps       | Écart de temps | Vitesse moy. |
| 1re | Team Jumbo-Visma   | Pays-Bas            | 18 min 03 s | 0 s            | 48.199 km/h  |
| 2e | Canyon-SRAM Racing | Allemagne           | 18 min 04 s | + 1 s          | 48.155 km/h  |
| 3e | Trek-Segafredo     | États-Unis          | 18 min 12 s | + 9 s          | 47.802 km/h  |
| 4e | Movistar Team      | Espagne             | 18 min 15 s | + 12 s         | 47.671 km/h  |
| 5e | SD Worx            | Pays-Bas            | 18 min 18 s | + 15 s         | 47.584 km/h  |
| 6e | FDJ-Suez           | France              | 18 min 28 s | + 25 s         | 47.112 km/h  |
| 7e | Team DSM           | Pays-Bas            | 18 min 28 s | + 25 s         | 47.112 km/h  |
| 8e | Team Jayco AlUla   | Australie           | 18 min 34 s | + 31 s         | 46.858 km/h  |
| 9e | UAE Team ADQ       | Émirats arabes unis | 18 min 44 s | + 41 s         | 46.441 km/h  |
| 10e | Liv Racing TeqFind | Pays-Bas            | 18 min 45 s | + 42 s         | 46.400 km/h  |

| \| Classement général \| Classement général \| Classement général \| Classement général \| Classement général \| \| Coureuse \| Coureuse \| Pays \| Équipe \| Temps \| \| ------------------ \| ------------------------ \| ------------------ \| ------------------ \| ------------------ \| \| 1re \| Anna Henderson \| Royaume-Uni \| Team Jumbo-Visma \| 18 min 03 s \| \| 2e \| Amber Kraak \| Pays-Bas \| Team Jumbo-Visma \| + 0 s \| \| 3e \| Marianne Vos \| Pays-Bas \| Team Jumbo-Visma \| + 0 s \| \| 4e \| Riejanne Markus \| Pays-Bas \| Team Jumbo-Visma \| + 0 s \| \| 5e \| Chloé Dygert \| États-Unis \| Canyon-SRAM Racing \| + 1 s \| \| 6e \| Agnieszka Skalniak-Sójka \| Pologne \| Canyon-SRAM Racing \| + 1 s \| \| 7e \| Katarzyna Niewiadoma \| Pologne \| Canyon-SRAM Racing \| + 1 s \| \| 8e \| Élise Chabbey \| Suisse \| Canyon-SRAM Racing \| + 1 s \| \| 9e \| Ricarda Bauernfeind \| Allemagne \| Canyon-SRAM Racing \| + 1 s \| \| 10e \| Lizzie Deignan \| Royaume-Uni \| Trek-Segafredo \| + 9 s \| |                          |             |                    |             |
| |                          |             |                    |             |
| |                          |             |                    |             |
| Classement général |                          |             |                    |             |
| Coureuse | Coureuse                 | Pays        | Équipe             | Temps       |
| 1re | Anna Henderson           | Royaume-Uni | Team Jumbo-Visma   | 18 min 03 s |
| 2e | Amber Kraak              | Pays-Bas    | Team Jumbo-Visma   | + 0 s       |
| 3e | Marianne Vos             | Pays-Bas    | Team Jumbo-Visma   | + 0 s       |
| 4e | Riejanne Markus          | Pays-Bas    | Team Jumbo-Visma   | + 0 s       |
| 5e | Chloé Dygert             | États-Unis  | Canyon-SRAM Racing | + 1 s       |
| 6e | Agnieszka Skalniak-Sójka | Pologne     | Canyon-SRAM Racing | + 1 s       |
| 7e | Katarzyna Niewiadoma     | Pologne     | Canyon-SRAM Racing | + 1 s       |
| 8e | Élise Chabbey            | Suisse      | Canyon-SRAM Racing | + 1 s       |
| 9e | Ricarda Bauernfeind      | Allemagne   | Canyon-SRAM Racing | + 1 s       |
| 10e | Lizzie Deignan           | Royaume-Uni | Trek-Segafredo     | + 9 s       |

### 2eétape
| Orihuela - Pilar de la Horadada | étape de plaine | (105,8 km) |

La première moitié de l'étape est toute plate, la seconde un peu plus vallonnée. Dans le dernier tiers de l'étape, les participantes disputeront un sprint intermédiaire (km 77,5) et grimperont le puerto de San Miguel de Salinas (7,6 km à 1,2 % mais comprenant deux portions en descente), classé en 4e catégorie et dont le sommet est au km 86,5. L'arrivée est jugée à Pilar de la Horadada, après 105,8 km de course depuis Orihuela.
L'échappée matinale est composée de Catalina Soto, Coralie Demay, Yurani Blanco et la benjamine de l'épreuve Andrea Casagranda, mais les quatre coureuses ne parviennent pas à prendre plus d'une minute d'avance. Demay et Blanco sont les dernières à résister au retour du peloton, à 38 km de l'arrivée, ce qui permet à l'Espagnole de remporter le prix de la combativité. Au passage au sommet du Puerto de Rebate, Jade Wiel s'impose et s'assure du maillot de meilleure grimpeuse. Dans le dernier kilomètre, Chloé Dygert, de retour à la compétition, tente de mettre à profit ses qualités de rouleuse pour s'échapper mais elle ne peut résister aux sprinteuses Marianne Vos et Charlotte Kool, cette dernière s'imposant dans les derniers mètres.
| \| Classement de l'étape \| Classement de l'étape \| Classement de l'étape \| Classement de l'étape \| Classement de l'étape \| \| Coureuse \| Coureuse \| Pays \| Équipe \| Temps \| \| --------------------- \| --------------------- \| --------------------- \| ------------------------------- \| --------------------- \| \| 1re \| Charlotte Kool \| Pays-Bas \| Team DSM \| 2 h 41 min 27 s \| \| 2e \| Marianne Vos \| Pays-Bas \| Team Jumbo-Visma \| + 0 s \| \| 3e \| Chloé Dygert \| États-Unis \| Canyon-SRAM Racing \| + 0 s \| \| 4e \| Blanka Vas \| Hongrie \| SD Worx \| + 0 s \| \| 5e \| Rachele Barbieri \| Italie \| Liv Racing TeqFind \| + 0 s \| \| 6e \| Alba Teruel \| Espagne \| Laboral Kutxa-Fundación Euskadi \| + 0 s \| \| 7e \| Demi Vollering \| Pays-Bas \| SD Worx \| + 0 s \| \| 8e \| Nina Kessler \| Pays-Bas \| Team Jayco AlUla \| + 0 s \| \| 9e \| Anna Henderson \| Royaume-Uni \| Team Jumbo-Visma \| + 0 s \| \| 10e \| Clara Copponi \| France \| FDJ-Suez \| + 0 s \| |                  |             |                                 |                 |
| |                  |             |                                 |                 |
| |                  |             |                                 |                 |
| Classement de l'étape |                  |             |                                 |                 |
| Coureuse | Coureuse         | Pays        | Équipe                          | Temps           |
| 1re | Charlotte Kool   | Pays-Bas    | Team DSM                        | 2 h 41 min 27 s |
| 2e | Marianne Vos     | Pays-Bas    | Team Jumbo-Visma                | + 0 s           |
| 3e | Chloé Dygert     | États-Unis  | Canyon-SRAM Racing              | + 0 s           |
| 4e | Blanka Vas       | Hongrie     | SD Worx                         | + 0 s           |
| 5e | Rachele Barbieri | Italie      | Liv Racing TeqFind              | + 0 s           |
| 6e | Alba Teruel      | Espagne     | Laboral Kutxa-Fundación Euskadi | + 0 s           |
| 7e | Demi Vollering   | Pays-Bas    | SD Worx                         | + 0 s           |
| 8e | Nina Kessler     | Pays-Bas    | Team Jayco AlUla                | + 0 s           |
| 9e | Anna Henderson   | Royaume-Uni | Team Jumbo-Visma                | + 0 s           |
| 10e | Clara Copponi    | France      | FDJ-Suez                        | + 0 s           |

| \| Classement général \| Classement général \| Classement général \| Classement général \| Classement général \| \| Coureuse \| Coureuse \| Pays \| Équipe \| Temps \| \| ------------------ \| ------------------------ \| ------------------ \| ------------------ \| ------------------ \| \| 1re \| Marianne Vos \| Pays-Bas \| Team Jumbo-Visma \| 2 h 59 min 24 s \| \| 2e \| Chloé Dygert \| États-Unis \| Canyon-SRAM Racing \| + 1 s \| \| 3e \| Riejanne Markus \| Pays-Bas \| Team Jumbo-Visma \| + 2 s \| \| 4e \| Anna Henderson \| Royaume-Uni \| Team Jumbo-Visma \| + 6 s \| \| 5e \| Amber Kraak \| Pays-Bas \| Team Jumbo-Visma \| + 6 s \| \| 6e \| Katarzyna Niewiadoma \| Pologne \| Canyon-SRAM Racing \| + 7 s \| \| 7e \| Élise Chabbey \| Suisse \| Canyon-SRAM Racing \| + 7 s \| \| 8e \| Ricarda Bauernfeind \| Allemagne \| Canyon-SRAM Racing \| + 7 s \| \| 9e \| Agnieszka Skalniak-Sójka \| Pologne \| Canyon-SRAM Racing \| + 7 s \| \| 10e \| Amanda Spratt \| Australie \| Trek-Segafredo \| + 15 s \| |                          |             |                    |                 |
| |                          |             |                    |                 |
| |                          |             |                    |                 |
| Classement général |                          |             |                    |                 |
| Coureuse | Coureuse                 | Pays        | Équipe             | Temps           |
| 1re | Marianne Vos             | Pays-Bas    | Team Jumbo-Visma   | 2 h 59 min 24 s |
| 2e | Chloé Dygert             | États-Unis  | Canyon-SRAM Racing | + 1 s           |
| 3e | Riejanne Markus          | Pays-Bas    | Team Jumbo-Visma   | + 2 s           |
| 4e | Anna Henderson           | Royaume-Uni | Team Jumbo-Visma   | + 6 s           |
| 5e | Amber Kraak              | Pays-Bas    | Team Jumbo-Visma   | + 6 s           |
| 6e | Katarzyna Niewiadoma     | Pologne     | Canyon-SRAM Racing | + 7 s           |
| 7e | Élise Chabbey            | Suisse      | Canyon-SRAM Racing | + 7 s           |
| 8e | Ricarda Bauernfeind      | Allemagne   | Canyon-SRAM Racing | + 7 s           |
| 9e | Agnieszka Skalniak-Sójka | Pologne     | Canyon-SRAM Racing | + 7 s           |
| 10e | Amanda Spratt            | Australie   | Trek-Segafredo     | + 15 s          |

### 3eétape
| Elche de la Sierra - La Roda | étape de plaine | (157,8 km) |

L'étape ne présente aucune difficulté notable, mais le peloton évoluera sur les plateaux du centre de l'Espagne, régulièrement exposés aux vents. Un sprint intermédiaire est placé au km 136,6. L'arrivée est jugée à La Roda, après 157,8 km de course depuis Elche de la Sierra.
Après une soixantaine de kilomètres, le vent provoque des cassures au sein du peloton, qui se retrouve divisé en trois groupes. 
Gaia Realini, Elizabeth Deignan, Amanda Spratt et Kristen Faulkner font partie des rares favorites piégées, tandis qu'environ 50 coureuses forment le groupe principal. Sous l'impulsion de l'équipe DSM, le groupe te tête se scinde en deux à cinquante kilomètres de l'arrivée : Silvia Persico, Mavi García et une grande partie de l'équipe FDJ-Suez se retrouvent alors distancées. Marianne Vos profite du sprint intermédiaire de Barrax pour prendre 6 secondes de bonification et accroître son avance au classement général. Cette dernière remporte ensuite l'étape au sprint devant la vainqueure de la veille Charlotte Kool et Chloé Dygert.
Au classement général, Marianne Vos conserve son maillot et accentue son avance sur ses poursuivantes. Parmi les têtes d'affiche, Évita Muzic, Veronica Ewers, Ane Santesteban, Blanka Vas et Ricarda Bauernfeind perdent plus d'1 min 30 s, Kristen Faulkner, Gaia Realini, Marta Cavalli et Amanda Spratt plus de 2 min 40 s.
| \| Classement de l'étape \| Classement de l'étape \| Classement de l'étape \| Classement de l'étape \| Classement de l'étape \| \| Coureuse \| Coureuse \| Pays \| Équipe \| Temps \| \| --------------------- \| --------------------- \| --------------------- \| ------------------------------- \| --------------------- \| \| 1re \| Marianne Vos \| Pays-Bas \| Team Jumbo-Visma \| 3 h 02 min 05 s \| \| 2e \| Charlotte Kool \| Pays-Bas \| Team DSM \| + 0 s \| \| 3e \| Chloé Dygert \| États-Unis \| Canyon-SRAM Racing \| + 0 s \| \| 4e \| Clara Copponi \| France \| FDJ-Suez \| + 0 s \| \| 5e \| Emma Norsgaard Bjerg \| Danemark \| Movistar Team \| + 0 s \| \| 6e \| Tamara Dronova \| Russie \| Israel-Premier Tech Roland \| + 0 s \| \| 7e \| Liane Lippert \| Allemagne \| Movistar Team \| + 0 s \| \| 8e \| Alba Teruel \| Espagne \| Laboral Kutxa-Fundación Euskadi \| + 0 s \| \| 9e \| Demi Vollering \| Pays-Bas \| SD Worx \| + 0 s \| \| 10e \| Marlen Reusser \| Suisse \| SD Worx \| + 0 s \| |                      |            |                                 |                 |
| |                      |            |                                 |                 |
| |                      |            |                                 |                 |
| Classement de l'étape |                      |            |                                 |                 |
| Coureuse | Coureuse             | Pays       | Équipe                          | Temps           |
| 1re | Marianne Vos         | Pays-Bas   | Team Jumbo-Visma                | 3 h 02 min 05 s |
| 2e | Charlotte Kool       | Pays-Bas   | Team DSM                        | + 0 s           |
| 3e | Chloé Dygert         | États-Unis | Canyon-SRAM Racing              | + 0 s           |
| 4e | Clara Copponi        | France     | FDJ-Suez                        | + 0 s           |
| 5e | Emma Norsgaard Bjerg | Danemark   | Movistar Team                   | + 0 s           |
| 6e | Tamara Dronova       | Russie     | Israel-Premier Tech Roland      | + 0 s           |
| 7e | Liane Lippert        | Allemagne  | Movistar Team                   | + 0 s           |
| 8e | Alba Teruel          | Espagne    | Laboral Kutxa-Fundación Euskadi | + 0 s           |
| 9e | Demi Vollering       | Pays-Bas   | SD Worx                         | + 0 s           |
| 10e | Marlen Reusser       | Suisse     | SD Worx                         | + 0 s           |

| \| Classement général \| Classement général \| Classement général \| Classement général \| Classement général \| \| Coureuse \| Coureuse \| Pays \| Équipe \| Temps \| \| ------------------ \| -------------------- \| ------------------ \| ------------------ \| ------------------ \| \| 1re \| Marianne Vos \| Pays-Bas \| Team Jumbo-Visma \| 6 h 26 min 46 s \| \| 2e \| Chloé Dygert \| États-Unis \| Canyon-SRAM Racing \| + 13 s \| \| 3e \| Riejanne Markus \| Pays-Bas \| Team Jumbo-Visma \| + 14 s \| \| 4e \| Anna Henderson \| Royaume-Uni \| Team Jumbo-Visma \| + 22 s \| \| 5e \| Amber Kraak \| Pays-Bas \| Team Jumbo-Visma \| + 22 s \| \| 6e \| Élise Chabbey \| Suisse \| Canyon-SRAM Racing \| + 23 s \| \| 7e \| Katarzyna Niewiadoma \| Pologne \| Canyon-SRAM Racing \| + 23 s \| \| 8e \| Liane Lippert \| Allemagne \| Movistar Team \| + 32 s \| \| 9e \| Emma Norsgaard Bjerg \| Danemark \| Movistar Team \| + 34 s \| \| 10e \| Annemiek van Vleuten \| Pays-Bas \| Movistar Team \| + 34 s \| |                      |             |                    |                 |
| |                      |             |                    |                 |
| |                      |             |                    |                 |
| Classement général |                      |             |                    |                 |
| Coureuse | Coureuse             | Pays        | Équipe             | Temps           |
| 1re | Marianne Vos         | Pays-Bas    | Team Jumbo-Visma   | 6 h 26 min 46 s |
| 2e | Chloé Dygert         | États-Unis  | Canyon-SRAM Racing | + 13 s          |
| 3e | Riejanne Markus      | Pays-Bas    | Team Jumbo-Visma   | + 14 s          |
| 4e | Anna Henderson       | Royaume-Uni | Team Jumbo-Visma   | + 22 s          |
| 5e | Amber Kraak          | Pays-Bas    | Team Jumbo-Visma   | + 22 s          |
| 6e | Élise Chabbey        | Suisse      | Canyon-SRAM Racing | + 23 s          |
| 7e | Katarzyna Niewiadoma | Pologne     | Canyon-SRAM Racing | + 23 s          |
| 8e | Liane Lippert        | Allemagne   | Movistar Team      | + 32 s          |
| 9e | Emma Norsgaard Bjerg | Danemark    | Movistar Team      | + 34 s          |
| 10e | Annemiek van Vleuten | Pays-Bas    | Movistar Team      | + 34 s          |

### 4eétape
| Cuenca - Guadalajara | étape de plaine | (133,1 km) |

La seconde moitié de étape est assez vallonnée, avec dans un premier temps plusieurs bosses non-répertoriées. Les coureuses vont ensuite plonger vers le sprint intermédiaire (km 106) puis vont aller chercher la principale ascension du jour, classée en 3e catégorie, à savoir l'Alto de Horche (4 km à 4,9 %). Après le sommet, au km 121, la route est plate, avant de plonger vers la ligne d'arrivée, tracée à Guadalajara, après 133,1 km de course depuis Cuenca.
L'échappée du jour est composée d'Anna Kiesenhofer, Maryna Varenyk, Ana Vitória Magalhães et Patricia Ortega Ruiz. La championne de Slovaquie Nora Jenčušová tente de les rejoindre pendant 25 kilomètres sans y parvenir. Une fois les coureuses reprises, peu avant le sprint intermédiaire de Tendilla, les attaques se succèdent au sein du peloton mais sans succès. La différence se fait finalement dans la seule difficulté du jour, l'Alto de Horche, qu'Elise Chabbey franchit en tête : un groupe d'une vingtaine de coureuses se détache, avec l'ensemble des favorites sauf Marta Cavalli, déjà en difficulté la veille. Le groupe se joue la victoire au sprint et Marianne Vos s'impose de nouveau, confortant encore une fois ses maillots de leader du classement général et du classement par points.
| \| Classement de l'étape \| Classement de l'étape \| Classement de l'étape \| Classement de l'étape \| Classement de l'étape \| \| Coureuse \| Coureuse \| Pays \| Équipe \| Temps \| \| --------------------- \| --------------------- \| --------------------- \| -------------------------- \| --------------------- \| \| 1re \| Marianne Vos \| Pays-Bas \| Team Jumbo-Visma \| 3 h 26 min 24 s \| \| 2e \| Emma Norsgaard Bjerg \| Danemark \| Movistar Team \| + 0 s \| \| 3e \| Marlen Reusser \| Suisse \| SD Worx \| + 0 s \| \| 4e \| Blanka Vas \| Hongrie \| SD Worx \| + 0 s \| \| 5e \| Annemiek van Vleuten \| Pays-Bas \| Movistar Team \| + 0 s \| \| 6e \| Lizzie Deignan \| Royaume-Uni \| Trek-Segafredo \| + 0 s \| \| 7e \| Élise Chabbey \| Suisse \| Canyon-SRAM Racing \| + 0 s \| \| 8e \| Silvia Persico \| Italie \| UAE Team ADQ \| + 0 s \| \| 9e \| Chloé Dygert \| États-Unis \| Canyon-SRAM Racing \| + 0 s \| \| 10e \| Tamara Dronova \| Russie \| Israel-Premier Tech Roland \| + 0 s \| |                      |             |                            |                 |
| |                      |             |                            |                 |
| |                      |             |                            |                 |
| Classement de l'étape |                      |             |                            |                 |
| Coureuse | Coureuse             | Pays        | Équipe                     | Temps           |
| 1re | Marianne Vos         | Pays-Bas    | Team Jumbo-Visma           | 3 h 26 min 24 s |
| 2e | Emma Norsgaard Bjerg | Danemark    | Movistar Team              | + 0 s           |
| 3e | Marlen Reusser       | Suisse      | SD Worx                    | + 0 s           |
| 4e | Blanka Vas           | Hongrie     | SD Worx                    | + 0 s           |
| 5e | Annemiek van Vleuten | Pays-Bas    | Movistar Team              | + 0 s           |
| 6e | Lizzie Deignan       | Royaume-Uni | Trek-Segafredo             | + 0 s           |
| 7e | Élise Chabbey        | Suisse      | Canyon-SRAM Racing         | + 0 s           |
| 8e | Silvia Persico       | Italie      | UAE Team ADQ               | + 0 s           |
| 9e | Chloé Dygert         | États-Unis  | Canyon-SRAM Racing         | + 0 s           |
| 10e | Tamara Dronova       | Russie      | Israel-Premier Tech Roland | + 0 s           |

| \| Classement général \| Classement général \| Classement général \| Classement général \| Classement général \| \| Coureuse \| Coureuse \| Pays \| Équipe \| Temps \| \| ------------------ \| -------------------- \| ------------------ \| ------------------ \| ------------------ \| \| 1re \| Marianne Vos \| Pays-Bas \| Team Jumbo-Visma \| 9 h 52 min 58 s \| \| 2e \| Chloé Dygert \| États-Unis \| Canyon-SRAM Racing \| + 25 s \| \| 3e \| Riejanne Markus \| Pays-Bas \| Team Jumbo-Visma \| + 26 s \| \| 4e \| Amber Kraak \| Pays-Bas \| Team Jumbo-Visma \| + 34 s \| \| 5e \| Élise Chabbey \| Suisse \| Canyon-SRAM Racing \| + 35 s \| \| 6e \| Katarzyna Niewiadoma \| Pologne \| Canyon-SRAM Racing \| + 35 s \| \| 7e \| Emma Norsgaard Bjerg \| Danemark \| Movistar Team \| + 40 s \| \| 8e \| Marlen Reusser \| Suisse \| SD Worx \| + 44 s \| \| 9e \| Liane Lippert \| Allemagne \| Movistar Team \| + 44 s \| \| 10e \| Annemiek van Vleuten \| Pays-Bas \| Movistar Team \| + 46 s \| |                      |            |                    |                 |
| |                      |            |                    |                 |
| |                      |            |                    |                 |
| Classement général |                      |            |                    |                 |
| Coureuse | Coureuse             | Pays       | Équipe             | Temps           |
| 1re | Marianne Vos         | Pays-Bas   | Team Jumbo-Visma   | 9 h 52 min 58 s |
| 2e | Chloé Dygert         | États-Unis | Canyon-SRAM Racing | + 25 s          |
| 3e | Riejanne Markus      | Pays-Bas   | Team Jumbo-Visma   | + 26 s          |
| 4e | Amber Kraak          | Pays-Bas   | Team Jumbo-Visma   | + 34 s          |
| 5e | Élise Chabbey        | Suisse     | Canyon-SRAM Racing | + 35 s          |
| 6e | Katarzyna Niewiadoma | Pologne    | Canyon-SRAM Racing | + 35 s          |
| 7e | Emma Norsgaard Bjerg | Danemark   | Movistar Team      | + 40 s          |
| 8e | Marlen Reusser       | Suisse     | SD Worx            | + 44 s          |
| 9e | Liane Lippert        | Allemagne  | Movistar Team      | + 44 s          |
| 10e | Annemiek van Vleuten | Pays-Bas   | Movistar Team      | + 46 s          |

### 5eétape
| La Cabrera - Riaza | étape de montagne | (129,5 km) |

Le peloton devra grimper deux cols durant cette étape. Il s'agit tout d'abord du Puerto de Navafría (es) (11,5 km à 5,8 %), classé en 1re catégorie et dont le sommet est situé au km 53,7. La seconde ascension est la montée vers le Mirador de Peñas Llanas (5 km à 6,8 %), classée en 2e catégorie et en haut de laquelle sera jugée l'arrivée, après 129,2 km de course depuis La Cabrera.
L'équipe FDJ-Suez fait le forcing dans le Puerto de Navafría (es) au point de réduire le peloton à une vingtaine de coureuses, dans lequel ne figurent pas la leader du classement général Marianne Vos, Liane Lippert et Elizabeth Deignan, ni Katarzyna Niewiadoma et Silvia Persico. Au sommet, la porteuse du maillot à pois Elise Chabbey passe en tête et accroît ainsi son avance au classement de la montagne. La situation reste inchangée jusqu'à l'ascension du Mirador de Peñas Llanas où Demi Vollering imprime un rythme soutenu, éliminant ses adversaires les unes après les autres. Annemiek van Vleuten, Ricarda Bauernfeind et Évita Muzic sont celles qui résistent le plus longtemps mais Vollering finit par s'imposer et prendre au passage le maillot de leader du classement général.
| \| Classement de l'étape \| Classement de l'étape \| Classement de l'étape \| Classement de l'étape \| Classement de l'étape \| \| Coureuse \| Coureuse \| Pays \| Équipe \| Temps \| \| --------------------- \| --------------------- \| --------------------- \| --------------------- \| --------------------- \| \| 1re \| Demi Vollering \| Pays-Bas \| SD Worx \| 3 h 33 min 25 s \| \| 2e \| Annemiek van Vleuten \| Pays-Bas \| Movistar Team \| + 3 s \| \| 3e \| Ricarda Bauernfeind \| Allemagne \| Canyon-SRAM Racing \| + 9 s \| \| 4e \| Évita Muzic \| France \| FDJ-Suez \| + 13 s \| \| 5e \| Gaia Realini \| Italie \| Trek-Segafredo \| + 27 s \| \| 6e \| Élise Chabbey \| Suisse \| Canyon-SRAM Racing \| + 30 s \| \| 7e \| Riejanne Markus \| Pays-Bas \| Team Jumbo-Visma \| + 30 s \| \| 8e \| Juliette Labous \| France \| Team DSM \| + 30 s \| \| 9e \| Olivia Baril \| Canada \| UAE Team ADQ \| + 32 s \| \| 10e \| Mavi García \| Espagne \| Liv Racing TeqFind \| + 50 s \| |                      |           |                    |                 |
| |                      |           |                    |                 |
| |                      |           |                    |                 |
| Classement de l'étape |                      |           |                    |                 |
| Coureuse | Coureuse             | Pays      | Équipe             | Temps           |
| 1re | Demi Vollering       | Pays-Bas  | SD Worx            | 3 h 33 min 25 s |
| 2e | Annemiek van Vleuten | Pays-Bas  | Movistar Team      | + 3 s           |
| 3e | Ricarda Bauernfeind  | Allemagne | Canyon-SRAM Racing | + 9 s           |
| 4e | Évita Muzic          | France    | FDJ-Suez           | + 13 s          |
| 5e | Gaia Realini         | Italie    | Trek-Segafredo     | + 27 s          |
| 6e | Élise Chabbey        | Suisse    | Canyon-SRAM Racing | + 30 s          |
| 7e | Riejanne Markus      | Pays-Bas  | Team Jumbo-Visma   | + 30 s          |
| 8e | Juliette Labous      | France    | Team DSM           | + 30 s          |
| 9e | Olivia Baril         | Canada    | UAE Team ADQ       | + 32 s          |
| 10e | Mavi García          | Espagne   | Liv Racing TeqFind | + 50 s          |

| \| Classement général \| Classement général \| Classement général \| Classement général \| Classement général \| \| Coureuse \| Coureuse \| Pays \| Équipe \| Temps \| \| ------------------ \| -------------------- \| ------------------ \| ------------------ \| ------------------ \| \| 1re \| Demi Vollering \| Pays-Bas \| SD Worx \| 13 h 27 min 01 s \| \| 2e \| Annemiek van Vleuten \| Pays-Bas \| Movistar Team \| + 5 s \| \| 3e \| Riejanne Markus \| Pays-Bas \| Team Jumbo-Visma \| + 12 s \| \| 4e \| Élise Chabbey \| Suisse \| Canyon-SRAM Racing \| + 27 s \| \| 5e \| Juliette Labous \| France \| Team DSM \| + 51 s \| \| 6e \| Marlen Reusser \| Suisse \| SD Worx \| + 1 min 00 s \| \| 7e \| Olivia Baril \| Canada \| UAE Team ADQ \| + 1 min 09 s \| \| 8e \| Katarzyna Niewiadoma \| Pologne \| Canyon-SRAM Racing \| + 1 min 27 s \| \| 9e \| Mavi García \| Espagne \| Liv Racing TeqFind \| + 1 min 28 s \| \| 10e \| Erica Magnaldi \| Italie \| UAE Team ADQ \| + 1 min 28 s \| |                      |          |                    |                  |
| |                      |          |                    |                  |
| |                      |          |                    |                  |
| Classement général |                      |          |                    |                  |
| Coureuse | Coureuse             | Pays     | Équipe             | Temps            |
| 1re | Demi Vollering       | Pays-Bas | SD Worx            | 13 h 27 min 01 s |
| 2e | Annemiek van Vleuten | Pays-Bas | Movistar Team      | + 5 s            |
| 3e | Riejanne Markus      | Pays-Bas | Team Jumbo-Visma   | + 12 s           |
| 4e | Élise Chabbey        | Suisse   | Canyon-SRAM Racing | + 27 s           |
| 5e | Juliette Labous      | France   | Team DSM           | + 51 s           |
| 6e | Marlen Reusser       | Suisse   | SD Worx            | + 1 min 00 s     |
| 7e | Olivia Baril         | Canada   | UAE Team ADQ       | + 1 min 09 s     |
| 8e | Katarzyna Niewiadoma | Pologne  | Canyon-SRAM Racing | + 1 min 27 s     |
| 9e | Mavi García          | Espagne  | Liv Racing TeqFind | + 1 min 28 s     |
| 10e | Erica Magnaldi       | Italie   | UAE Team ADQ       | + 1 min 28 s     |

### 6eétape
| Castro-Urdiales - Laredo | étape de moyenne montagne | (106,1 km) |

Après deux bosses non-répertoriées dans les 20 premiers kilomètres, la route est plate jusqu'à mi-parcours. Les coureuses vont ensuite enchaîner deux ascensions de 2e catégorie : l'alto de Fuente de la Varas (6,4 km à 5,4 %), dont le sommet est au km 64, et la montée en deux parties (avec une courte descente au milieu) du puerto de Campo el Hayal (8,2 km à 4,6 %), dont le sommet est situé au km 84,2. Entre temps, elles disputent un sprint intermédiaire (km 73,8). Le final est plat. L'arrivée est jugée à Laredo, après 106,1 km de course depuis Castro Urdiales.
Alors que la leader du classement général Demi Vollering et ses coéquipières tardent à revenir dans le peloton après une pause à 70 km, la Movistar d'Annemiek van Vleuten fait le forcing et provoque une scission du peloton. Celle-ci place une attaque dès le pied de la première difficulté du jour, l'Alto de Fuente de las Varas, et Gaia Realini, Évita Muzic, Erica Magnaldi, Juliette Labous, Riejanne Markus et Mavi García sont les seules à parvenir à la suivre. Les deux dernières sont lâchées avant le sommet, franchit en tête par la championne du monde. Demi Vollering est alors à plus d'une minute trente de la tête de course, accompagnée de Katarzyna Niewiadoma. A 30 km, van Vleuten attaque de nouveau, au pied du Puerto de Campo el Hayal, suivie uniquement par Realini. Vollering rattrape peu à peu les coureuses devant elle et forme un groupe de chasse composé de toutes les favorites du classement, sans parvenir à rentrer sur les deux échappées. Gaia Realini finit par battre Annemiek van Vleuten au sprint et remporter l'étape, tandis que la Néerlandaise prend la tête du classement général.
| \| Classement de l'étape \| Classement de l'étape \| Classement de l'étape \| Classement de l'étape \| Classement de l'étape \| \| Coureuse \| Coureuse \| Pays \| Équipe \| Temps \| \| --------------------- \| --------------------- \| --------------------- \| --------------------- \| --------------------- \| \| 1re \| Gaia Realini \| Italie \| Trek-Segafredo \| 2 h 49 min 23 s \| \| 2e \| Annemiek van Vleuten \| Pays-Bas \| Movistar Team \| + 0 s \| \| 3e \| Loes Adegeest \| Pays-Bas \| FDJ-Suez \| + 1 min 04 s \| \| 4e \| Silvia Persico \| Italie \| UAE Team ADQ \| + 1 min 04 s \| \| 5e \| Demi Vollering \| Pays-Bas \| SD Worx \| + 1 min 04 s \| \| 6e \| Mavi García \| Espagne \| Liv Racing TeqFind \| + 1 min 04 s \| \| 7e \| Évita Muzic \| France \| FDJ-Suez \| + 1 min 04 s \| \| 8e \| Katarzyna Niewiadoma \| Pologne \| Canyon-SRAM Racing \| + 1 min 04 s \| \| 9e \| Riejanne Markus \| Pays-Bas \| Team Jumbo-Visma \| + 1 min 04 s \| \| 10e \| Ane Santesteban \| Espagne \| Team Jayco AlUla \| + 1 min 04 s \| |                      |          |                    |                 |
| |                      |          |                    |                 |
| |                      |          |                    |                 |
| Classement de l'étape |                      |          |                    |                 |
| Coureuse | Coureuse             | Pays     | Équipe             | Temps           |
| 1re | Gaia Realini         | Italie   | Trek-Segafredo     | 2 h 49 min 23 s |
| 2e | Annemiek van Vleuten | Pays-Bas | Movistar Team      | + 0 s           |
| 3e | Loes Adegeest        | Pays-Bas | FDJ-Suez           | + 1 min 04 s    |
| 4e | Silvia Persico       | Italie   | UAE Team ADQ       | + 1 min 04 s    |
| 5e | Demi Vollering       | Pays-Bas | SD Worx            | + 1 min 04 s    |
| 6e | Mavi García          | Espagne  | Liv Racing TeqFind | + 1 min 04 s    |
| 7e | Évita Muzic          | France   | FDJ-Suez           | + 1 min 04 s    |
| 8e | Katarzyna Niewiadoma | Pologne  | Canyon-SRAM Racing | + 1 min 04 s    |
| 9e | Riejanne Markus      | Pays-Bas | Team Jumbo-Visma   | + 1 min 04 s    |
| 10e | Ane Santesteban      | Espagne  | Team Jayco AlUla   | + 1 min 04 s    |

| \| Classement général \| Classement général \| Classement général \| Classement général \| Classement général \| \| Coureuse \| Coureuse \| Pays \| Équipe \| Temps \| \| ------------------ \| -------------------- \| ------------------ \| ------------------ \| ------------------ \| \| 1re \| Annemiek van Vleuten \| Pays-Bas \| Movistar Team \| 16 h 16 min 17 s \| \| 2e \| Demi Vollering \| Pays-Bas \| SD Worx \| + 1 min 11 s \| \| 3e \| Riejanne Markus \| Pays-Bas \| Team Jumbo-Visma \| + 1 min 23 s \| \| 4e \| Juliette Labous \| France \| Team DSM \| + 1 min 58 s \| \| 5e \| Marlen Reusser \| Suisse \| SD Worx \| + 2 min 11 s \| \| 6e \| Olivia Baril \| Canada \| UAE Team ADQ \| + 2 min 18 s \| \| 7e \| Katarzyna Niewiadoma \| Pologne \| Canyon-SRAM Racing \| + 2 min 38 s \| \| 8e \| Mavi García \| Espagne \| Liv Racing TeqFind \| + 2 min 39 s \| \| 9e \| Erica Magnaldi \| Italie \| UAE Team ADQ \| + 2 min 39 s \| \| 10e \| Ricarda Bauernfeind \| Allemagne \| Canyon-SRAM Racing \| + 2 min 45 s \| |                      |           |                    |                  |
| |                      |           |                    |                  |
| |                      |           |                    |                  |
| Classement général |                      |           |                    |                  |
| Coureuse | Coureuse             | Pays      | Équipe             | Temps            |
| 1re | Annemiek van Vleuten | Pays-Bas  | Movistar Team      | 16 h 16 min 17 s |
| 2e | Demi Vollering       | Pays-Bas  | SD Worx            | + 1 min 11 s     |
| 3e | Riejanne Markus      | Pays-Bas  | Team Jumbo-Visma   | + 1 min 23 s     |
| 4e | Juliette Labous      | France    | Team DSM           | + 1 min 58 s     |
| 5e | Marlen Reusser       | Suisse    | SD Worx            | + 2 min 11 s     |
| 6e | Olivia Baril         | Canada    | UAE Team ADQ       | + 2 min 18 s     |
| 7e | Katarzyna Niewiadoma | Pologne   | Canyon-SRAM Racing | + 2 min 38 s     |
| 8e | Mavi García          | Espagne   | Liv Racing TeqFind | + 2 min 39 s     |
| 9e | Erica Magnaldi       | Italie    | UAE Team ADQ       | + 2 min 39 s     |
| 10e | Ricarda Bauernfeind  | Allemagne | Canyon-SRAM Racing | + 2 min 45 s     |

### 7eétape
| La Pola Siero - Lacs de Covadonga | étape de montagne | (93,7 km) |

Après un début d'étape en faux-plat descendant, les coureurs escaladent le Collado Moandi (12,5 km à 4,6 %), classé en 2e catégorie et dont le sommet est placé au km 48,5. S'ensuit la descente et une quinzaine de kilomètres de faux-plats descendants, jusqu'au sprint intermédiaire (km 71,2). Le peloton ira alors chercher progressivement la montée vers les Lacs de Covadonga (12,5 km à 6,9 %), en haut de laquelle sera jugée l'arrivée, après 93,7 km de course depuis Pola de Siero. La montée finale sera également la Cima Estela Domínguez.
Dans le Collado Moandi, un groupe composé de toutes les favorites se détache du peloton. Dans la descente, Katarzyna Niewiadoma attaque, suivie par Marlen Reusser. Les deux coureuses sont finalement reprises à une quinzaine de kilomètres de l'arrivée, sous l'impulsion des Movistar de Annemiek van Vleuten. Dans les premiers kilomètres de la montée finale, Demi Vollering porte deux attaques successives, réduisant le groupe de tête à huit puis quatre coureuses : Vollering, Gaia Realini, Évita Muzic et Annemiek van Vleuten. La française est la première à craquer, à 7 km de l'arrivée. Puis c'est au tour de la leader du classement général de lâcher à la suite d'une attaque de Realini à 5 km du sommet. Vollering parvient finalement à décrocher l'italienne dans les derniers hectomètres et remporter l'étape. Van Vleuten réussit quant à elle à limiter son retard sur le duo et remporter le classement général.
| \| Classement de l'étape \| Classement de l'étape \| Classement de l'étape \| Classement de l'étape \| Classement de l'étape \| \| Coureuse \| Coureuse \| Pays \| Équipe \| Temps \| \| --------------------- \| --------------------- \| --------------------- \| --------------------- \| --------------------- \| \| 1re \| Demi Vollering \| Pays-Bas \| SD Worx \| 2 h 43 min 02 s \| \| 2e \| Gaia Realini \| Italie \| Trek-Segafredo \| + 11 s \| \| 3e \| Annemiek van Vleuten \| Pays-Bas \| Movistar Team \| + 56 s \| \| 4e \| Évita Muzic \| France \| FDJ-Suez \| + 1 min 59 s \| \| 5e \| Ricarda Bauernfeind \| Allemagne \| Canyon-SRAM Racing \| + 2 min 00 s \| \| 6e \| Erica Magnaldi \| Italie \| UAE Team ADQ \| + 2 min 59 s \| \| 7e \| Riejanne Markus \| Pays-Bas \| Team Jumbo-Visma \| + 3 min 05 s \| \| 8e \| Alena Ivanchenko \| Russie \| UAE Team ADQ \| + 3 min 12 s \| \| 9e \| Juliette Labous \| France \| Team DSM \| + 3 min 21 s \| \| 10e \| Marta Cavalli \| Italie \| FDJ-Suez \| + 3 min 40 s \| |                      |           |                    |                 |
| |                      |           |                    |                 |
| |                      |           |                    |                 |
| Classement de l'étape |                      |           |                    |                 |
| Coureuse | Coureuse             | Pays      | Équipe             | Temps           |
| 1re | Demi Vollering       | Pays-Bas  | SD Worx            | 2 h 43 min 02 s |
| 2e | Gaia Realini         | Italie    | Trek-Segafredo     | + 11 s          |
| 3e | Annemiek van Vleuten | Pays-Bas  | Movistar Team      | + 56 s          |
| 4e | Évita Muzic          | France    | FDJ-Suez           | + 1 min 59 s    |
| 5e | Ricarda Bauernfeind  | Allemagne | Canyon-SRAM Racing | + 2 min 00 s    |
| 6e | Erica Magnaldi       | Italie    | UAE Team ADQ       | + 2 min 59 s    |
| 7e | Riejanne Markus      | Pays-Bas  | Team Jumbo-Visma   | + 3 min 05 s    |
| 8e | Alena Ivanchenko     | Russie    | UAE Team ADQ       | + 3 min 12 s    |
| 9e | Juliette Labous      | France    | Team DSM           | + 3 min 21 s    |
| 10e | Marta Cavalli        | Italie    | FDJ-Suez           | + 3 min 40 s    |

## Classements finals

### Classement général final
| \| Classement général \| Classement général \| Classement général \| Classement général \| Classement général \| \| Coureuse \| Coureuse \| Pays \| Équipe \| Temps \| \| ------------------ \| -------------------- \| ------------------ \| ------------------ \| ------------------ \| \| 1re \| Annemiek van Vleuten \| Pays-Bas \| Movistar Team \| 19 h 00 min 11 s \| \| 2e \| Demi Vollering \| Pays-Bas \| SD Worx \| + 9 s \| \| 3e \| Gaia Realini \| Italie \| Trek-Segafredo \| + 2 min 41 s \| \| 4e \| Riejanne Markus \| Pays-Bas \| Team Jumbo-Visma \| + 3 min 36 s \| \| 5e \| Ricarda Bauernfeind \| Allemagne \| Canyon-SRAM Racing \| + 3 min 53 s \| \| 6e \| Évita Muzic \| France \| FDJ-Suez \| + 4 min 24 s \| \| 7e \| Juliette Labous \| France \| Team DSM \| + 4 min 27 s \| \| 8e \| Erica Magnaldi \| Italie \| UAE Team ADQ \| + 4 min 46 s \| \| 9e \| Mavi García \| Espagne \| Liv Racing TeqFind \| + 6 min 31 s \| \| 10e \| Katarzyna Niewiadoma \| Pologne \| Canyon-SRAM Racing \| + 7 min 22 s \| |                      |           |                    |                  |
| |                      |           |                    |                  |
| Source : ProCyclingStats |                      |           |                    |                  |
| Classement général |                      |           |                    |                  |
| Coureuse | Coureuse             | Pays      | Équipe             | Temps            |
| 1re | Annemiek van Vleuten | Pays-Bas  | Movistar Team      | 19 h 00 min 11 s |
| 2e | Demi Vollering       | Pays-Bas  | SD Worx            | + 9 s            |
| 3e | Gaia Realini         | Italie    | Trek-Segafredo     | + 2 min 41 s     |
| 4e | Riejanne Markus      | Pays-Bas  | Team Jumbo-Visma   | + 3 min 36 s     |
| 5e | Ricarda Bauernfeind  | Allemagne | Canyon-SRAM Racing | + 3 min 53 s     |
| 6e | Évita Muzic          | France    | FDJ-Suez           | + 4 min 24 s     |
| 7e | Juliette Labous      | France    | Team DSM           | + 4 min 27 s     |
| 8e | Erica Magnaldi       | Italie    | UAE Team ADQ       | + 4 min 46 s     |
| 9e | Mavi García          | Espagne   | Liv Racing TeqFind | + 6 min 31 s     |
| 10e | Katarzyna Niewiadoma | Pologne   | Canyon-SRAM Racing | + 7 min 22 s     |

### Classements annexes
| Classement par points | Classement par points | Classement par points | Classement par points | Classement par points |
| Coureuse              | Coureuse              | Pays                  | Équipe                | Points                |
| --------------------- | --------------------- | --------------------- | --------------------- | --------------------- |
| 1re                   | Marianne Vos          | Pays-Bas              | Team Jumbo-Visma      | 197 pts               |
| 2e                    | Demi Vollering        | Pays-Bas              | SD Worx               | 142 pts               |
| 3e                    | Annemiek van Vleuten  | Pays-Bas              | Movistar Team         | 138 pts               |
| 4e                    | Gaia Realini          | Italie                | Trek-Segafredo        | 121 pts               |
| 5e                    | Riejanne Markus       | Pays-Bas              | Team Jumbo-Visma      | 101 pts               |
| 6e                    | Marlen Reusser        | Suisse                | SD Worx               | 65 pts                |
| 7e                    | Évita Muzic           | France                | FDJ-Suez              | 58 pts                |
| 8e                    | Emma Norsgaard Bjerg  | Danemark              | Movistar Team         | 58 pts                |
| 9e                    | Katarzyna Niewiadoma  | Pologne               | Canyon-SRAM Racing    | 39 pts                |
| 10e                   | Juliette Labous       | France                | Team DSM              | 38 pts                |

| Classement par points | Classement par points | Classement par points | Classement par points | Classement par points |
| Coureuse              | Coureuse              | Pays                  | Équipe                | Points                |
| --------------------- | --------------------- | --------------------- | --------------------- | --------------------- |
| 1re                   | Marianne Vos          | Pays-Bas              | Team Jumbo-Visma      | 197 pts               |
| 2e                    | Demi Vollering        | Pays-Bas              | SD Worx               | 142 pts               |
| 3e                    | Annemiek van Vleuten  | Pays-Bas              | Movistar Team         | 138 pts               |
| 4e                    | Gaia Realini          | Italie                | Trek-Segafredo        | 121 pts               |
| 5e                    | Riejanne Markus       | Pays-Bas              | Team Jumbo-Visma      | 101 pts               |
| 6e                    | Marlen Reusser        | Suisse                | SD Worx               | 65 pts                |
| 7e                    | Évita Muzic           | France                | FDJ-Suez              | 58 pts                |
| 8e                    | Emma Norsgaard Bjerg  | Danemark              | Movistar Team         | 58 pts                |
| 9e                    | Katarzyna Niewiadoma  | Pologne               | Canyon-SRAM Racing    | 39 pts                |
| 10e                   | Juliette Labous       | France                | Team DSM              | 38 pts                |

| Classement de la montagne | Classement de la montagne | Classement de la montagne | Classement de la montagne | Classement de la montagne |
| Coureuse                  | Coureuse                  | Pays                      | Équipe                    | Points                    |
| ------------------------- | ------------------------- | ------------------------- | ------------------------- | ------------------------- |
| 1re                       | Gaia Realini              | Italie                    | Trek-Segafredo            | 43 pts                    |
| 2e                        | Demi Vollering            | Pays-Bas                  | SD Worx                   | 41 pts                    |
| 3e                        | Annemiek van Vleuten      | Pays-Bas                  | Movistar Team             | 38 pts                    |
| 4e                        | Évita Muzic               | France                    | FDJ-Suez                  | 22 pts                    |
| 5e                        | Élise Chabbey             | Suisse                    | Canyon-SRAM Racing        | 18 pts                    |
| 6e                        | Amanda Spratt             | Australie                 | Trek-Segafredo            | 13 pts                    |
| 7e                        | Ricarda Bauernfeind       | Allemagne                 | Canyon-SRAM Racing        | 12 pts                    |
| 8e                        | Erica Magnaldi            | Italie                    | UAE Team ADQ              | 12 pts                    |
| 9e                        | Marta Cavalli             | Italie                    | FDJ-Suez                  | 10 pts                    |
| 10e                       | Marlen Reusser            | Suisse                    | SD Worx                   | 8 pts                     |

| Classement de la montagne | Classement de la montagne | Classement de la montagne | Classement de la montagne | Classement de la montagne |
| Coureuse                  | Coureuse                  | Pays                      | Équipe                    | Points                    |
| ------------------------- | ------------------------- | ------------------------- | ------------------------- | ------------------------- |
| 1re                       | Gaia Realini              | Italie                    | Trek-Segafredo            | 43 pts                    |
| 2e                        | Demi Vollering            | Pays-Bas                  | SD Worx                   | 41 pts                    |
| 3e                        | Annemiek van Vleuten      | Pays-Bas                  | Movistar Team             | 38 pts                    |
| 4e                        | Évita Muzic               | France                    | FDJ-Suez                  | 22 pts                    |
| 5e                        | Élise Chabbey             | Suisse                    | Canyon-SRAM Racing        | 18 pts                    |
| 6e                        | Amanda Spratt             | Australie                 | Trek-Segafredo            | 13 pts                    |
| 7e                        | Ricarda Bauernfeind       | Allemagne                 | Canyon-SRAM Racing        | 12 pts                    |
| 8e                        | Erica Magnaldi            | Italie                    | UAE Team ADQ              | 12 pts                    |
| 9e                        | Marta Cavalli             | Italie                    | FDJ-Suez                  | 10 pts                    |
| 10e                       | Marlen Reusser            | Suisse                    | SD Worx                   | 8 pts                     |

| Classement par équipes | Classement par équipes     | Classement par équipes | Classement par équipes |
| Équipe                 | Équipe                     | Pays                   | Temps                  |
| ---------------------- | -------------------------- | ---------------------- | ---------------------- |
| 1re                    | UAE Team ADQ               | Émirats arabes unis    | 56 h 39 min 07 s       |
| 2e                     | FDJ-Suez                   | France                 | + 6 min 00 s           |
| 3e                     | Canyon-SRAM Racing         | Allemagne              | + 7 min 14 s           |
| 4e                     | SD Worx                    | Pays-Bas               | + 18 min 05 s          |
| 5e                     | Movistar Team              | Espagne                | + 24 min 58 s          |
| 6e                     | Team Jumbo-Visma           | Pays-Bas               | + 30 min 10 s          |
| 7e                     | Team DSM                   | Pays-Bas               | + 31 min 45 s          |
| 8e                     | Trek-Segafredo             | États-Unis             | + 37 min 01 s          |
| 9e                     | Team Jayco AlUla           | Australie              | + 52 min 53 s          |
| 10e                    | Israel-Premier Tech Roland | Suisse                 | + 57 min 15 s          |

| Classement par équipes | Classement par équipes     | Classement par équipes | Classement par équipes |
| Équipe                 | Équipe                     | Pays                   | Temps                  |
| ---------------------- | -------------------------- | ---------------------- | ---------------------- |
| 1re                    | UAE Team ADQ               | Émirats arabes unis    | 56 h 39 min 07 s       |
| 2e                     | FDJ-Suez                   | France                 | + 6 min 00 s           |
| 3e                     | Canyon-SRAM Racing         | Allemagne              | + 7 min 14 s           |
| 4e                     | SD Worx                    | Pays-Bas               | + 18 min 05 s          |
| 5e                     | Movistar Team              | Espagne                | + 24 min 58 s          |
| 6e                     | Team Jumbo-Visma           | Pays-Bas               | + 30 min 10 s          |
| 7e                     | Team DSM                   | Pays-Bas               | + 31 min 45 s          |
| 8e                     | Trek-Segafredo             | États-Unis             | + 37 min 01 s          |
| 9e                     | Team Jayco AlUla           | Australie              | + 52 min 53 s          |
| 10e                    | Israel-Premier Tech Roland | Suisse                 | + 57 min 15 s          |

### UCI World Tour

#### Points attribués
| Position                  | 1er | 2e  | 3e  | 4e  | 5e  | 6e  | 7e  | 8e  | 9e | 10e | 11e | 12e | 13e | 14e | 15e | 16e à 20e | 21e à 30e | 31e à 40e |  |  |
| Classement général        | 400 | 320 | 260 | 220 | 180 | 140 | 120 | 100 | 80 | 68  | 56  | 48  | 40  | 32  | 28  | 24        | 16        | 8         |  |  |
| Étapes et demi-étapes     | 50  | 40  | 30  | 25  | 20  | 18  | 15  | 10  | 8  | 6   |     |     |     |     |     |           |           |           |  |  |
| Port du maillot de leader | 8   |     |     |     |     |     |     |     |    |     |     |     |     |     |     |           |           |           |  |  |

## Évolution des classements
Le classement général, dont la leader porte le maillot rouge, s'établit en additionnant les temps réalisés à chaque étape, puis en ôtant d'éventuelles bonifications (10, 6 et 4 s à l'arrivée des étapes en ligne et 6, 4 et 2 s à chaque sprint intermédiaire). En cas d'égalité, les critères de départage, dans l'ordre, sont : addition des places obtenues lors de chaque étape, place obtenue lors de la dernière étape.
Le classement par points, dont la leader porte le maillot vert, est l'addition des points attribués à l'arrivée des étapes (50, 30, 20, 18, 16, 14, 123, 10, 8, 7, 5, 4, 2 et 1 pts) et aux sprints intermédiaires (25, 20, 15, 12 et 10 pts). En cas d'égalité de points, les critères de départage, dans l'ordre, sont : nombre de victoires d'étape, nombre de sprints intermédiaires, classement général.
Le classement de la meilleure grimpeuse, dont le leader porte le maillot blanc à pois bleus, rouges et jaunes, consiste en l'addition des points obtenus au sommet de la Cima Estela Domínguez (20, 15, 10, 8, 6 et 4 pts), de 1re (12, 10, 8, 6, 3 et 2 pts), 2e (10, 8, 6, 4 et 2 pts), 3e (6, 4, 2 et 1 pts) et 4e (3, 2 et pts) catégorie. En cas d'égalité de points, les critères de départage, dans l'ordre, sont : nombre de premières places dans la Cima Estela Domínguez, de 1re, de 2e, de 3e, puis de 4e catégorie, classement général.
Le Prix de la combativité récompense chaque jour la coureuse la plus combative de l'étape, qui porte le lendemain porte un maillot blanc.
Le classement par équipes de l'étape est l'addition des trois meilleurs temps individuels de chaque équipe. En cas d'égalité, les critères de départage, dans l'ordre, sont : addition des places des trois premières coureuses des équipes concernées, place de la meilleure coureuse sur l'étape. Calculer le classement par équipes revient à additionner les classements par équipes de chaque étape. En cas d'égalité, les critères de départage, dans l'ordre, sont : nombre de premières places dans le classement par équipes du jour, nombre de deuxièmes places dans le classement par équipes du jour, etc., place au classement général de la meilleure coureuse des équipes concernées.
| Étape              |                              | Vainqueur _      | Classement général   | Classement par points | Meilleure grimpeuse  | Super-combative  | Meilleure équipe _ |
| ------------------ | ---------------------------- | ---------------- | -------------------- | --------------------- | -------------------- | ---------------- | ------------------ |
| 1re étape          | contre-la-montre par équipes | Team Jumbo-Visma | Anna Henderson       | non attribué          | non attribué         | Riejanne Markus  | Team Jumbo-Visma   |
| 2e étape           | étape de plaine              | Charlotte Kool   | Marianne Vos         | Charlotte Kool        | Jade Wiel            | Yurani Blanco    | Team Jumbo-Visma   |
| 3e étape           | étape de plaine              | Marianne Vos     | Marianne Vos         | Marianne Vos          | Jade Wiel            | Alba Teruel      | Team Jumbo-Visma   |
| 4e étape           | étape de plaine              | Marianne Vos     | Marianne Vos         | Marianne Vos          | Élise Chabbey        | Anna Kiesenhofer | Team Jumbo-Visma   |
| 5e étape           | étape de montagne            | Demi Vollering   | Demi Vollering       | Marianne Vos          | Élise Chabbey        | Ane Santesteban  | Canyon-SRAM Racing |
| 6e étape           | étape de moyenne montagne    | Gaia Realini     | Annemiek van Vleuten | Marianne Vos          | Annemiek van Vleuten | Gaia Realini     | UAE Team ADQ       |
| 7e étape           | étape de montagne            | Demi Vollering   | Annemiek van Vleuten | Marianne Vos          | Gaia Realini         | Marianne Vos     | UAE Team ADQ       |
| Classements finals | Classements finals           |                  | Annemiek van Vleuten | Marianne Vos          | Gaia Realini         | non attribué     | UAE Team ADQ       |

## Liste des participantes
| Légende                          | Légende | Légende                                | Légende                                                                                            |
| -------------------------------- | --- | -------------------------------------- | -------------------------------------------------------------------------------------------------- |
| Num                              | Dossard de départ porté par la coureuse sur cette Vuelta Femenina                                          | Pos.                                   | Position finale au classement général                                                              |
| Leader du classement général     | Indique la gagnante du classement général                                                                  | Leader du classement de la montagne    | Indique la gagnante du classement de la montagne                                                   |
| Leader du classement par points  | Indique la gagnante du classement par points                                                               | Leader du classement de la combativité | Indique la coureuse désignée la plus combative                                                     |
| Leader du classement par équipes | Indique la meilleure équipe                                                                                |                                        | Indique un maillot de champion national ou mondial, suivi de sa spécialité                         |
| NP                               | Indique une coureuse qui n'a pas pris le départ d'une étape, suivi du numéro de l'étape où il s'est retiré | AB                                     | Indique une coureuse qui n'a pas terminé une étape, suivie du numéro de l'étape où il s'est retiré |
| HD                               | Indique une coureuse qui a terminé une étape hors des délais, suivi du numéro de l'étape                   | EX                                     | Indique une coureuse exclue pour non-respect du règlement                                          |

| Movistar Team MOV | Movistar Team MOV                  | Movistar Team MOV |
| ----------------- | ---------------------------------- | ----------------- |
| Num               | Coureuse                           | Pos               |
| 1                 | Aude Biannic (FRA)                 | 84e               |
| 2                 | Emma Norsgaard Bjerg (DEN)         | 73e               |
| 3                 | Liane Lippert (GER) (route)        | 21e               |
| 4                 | Floortje Mackaij (NED)             | 62e               |
| 5                 | Lourdes Oyarbide (ESP)             | 102e              |
| 6                 | Paula Patiño (COL)                 | 34e               |
| 7                 | Annemiek van Vleuten (NED) (route) | 1re               |

| SD Worx SDW | SD Worx SDW              | SD Worx SDW |
| ----------- | ------------------------ | ----------- |
| Num         | Coureuse                 | Pos         |
| 11          | Niamh Fisher-Black (NZL) | 20e         |
| 12          | Femke Markus (NED)       | 91e         |
| 13          | Marlen Reusser (SUI)     | 23e         |
| 14          | Marie Schreiber (LUX)    | 94e         |
| 15          | Elena Cecchini (ITA)     | 78e         |
| 16          | Blanka Vas (HUN) (route) | 75e         |
| 17          | Demi Vollering (NED)     | 2e          |

| Trek-Segafredo TFS | Trek-Segafredo TFS      | Trek-Segafredo TFS |
| ------------------ | ----------------------- | ------------------ |
| Num                | Coureuse                | Pos                |
| 21                 | Elynor Bäckstedt (GBR)  | 115e               |
| 22                 | Lisa Klein (GER)        | 106e               |
| 23                 | Lizzie Deignan (GBR)    | 47e                |
| 24                 | Ilaria Sanguineti (ITA) | 118e               |
| 25                 | Gaia Realini (ITA)      | 3e                 |
| 26                 | Amanda Spratt (AUS)     | 11e                |
| 27                 | Tayler Wiles (USA)      | 104e               |

| Canyon-SRAM Racing CSR | Canyon-SRAM Racing CSR         | Canyon-SRAM Racing CSR |
| ---------------------- | ------------------------------ | ---------------------- |
| Num                    | Coureuse                       | Pos                    |
| 31                     | Ricarda Bauernfeind (GER)      | 5e                     |
| 32                     | Élise Chabbey (SUI)            | 24e                    |
| 33                     | Chloé Dygert (USA)             | NP-6                   |
| 34                     | Katarzyna Niewiadoma (POL)     | 10e                    |
| 35                     | Pauliena Rooijakkers (NED)     | 51e                    |
| 36                     | Agnieszka Skalniak-Sójka (POL) | 55e                    |
| 37                     | Alice Towers (GBR) (route)     | 35e                    |

| FDJ-Suez FST | FDJ-Suez FST          | FDJ-Suez FST |
| ------------ | --------------------- | ------------ |
| Num          | Coureuse              | Pos          |
| 41           | Loes Adegeest (NED)   | 14e          |
| 42           | Marta Cavalli (ITA)   | 13e          |
| 43           | Clara Copponi (FRA)   | 88e          |
| 44           | Marie Le Net (FRA)    | 71e          |
| 45           | Évita Muzic (FRA)     | 6e           |
| 46           | Gladys Verhulst (FRA) | 69e          |
| 47           | Jade Wiel (FRA)       | 32e          |

| UAE Team ADQ UAD | UAE Team ADQ UAD            | UAE Team ADQ UAD |
| ---------------- | --------------------------- | ---------------- |
| Num              | Coureuse                    | Pos              |
| 51               | Karolina Kumięga (POL)      | 100e             |
| 52               | Olivia Baril (CAN)          | 19e              |
| 53               | Eugenia Bujak (SLO) (route) | 76e              |
| 54               | Mikayla Harvey (NZL)        | 48e              |
| 55               | Alena Ivanchenko (RUS)      | 25e              |
| 56               | Erica Magnaldi (ITA)        | 8e               |
| 57               | Silvia Persico (ITA)        | 12e              |

| Team DSM DSM | Team DSM DSM           | Team DSM DSM |
| ------------ | ---------------------- | ------------ |
| Num          | Coureuse               | Pos          |
| 61           | Francesca Barale (ITA) | 41e          |
| 62           | Léa Curinier (FRA)     | 45e          |
| 63           | Charlotte Kool (NED)   | AB-4         |
| 64           | Juliette Labous (FRA)  | 7e           |
| 65           | Esmée Peperkamp (NED)  | 16e          |
| 66           | Maeve Plouffe (AUS)    | 123e         |
| 67           | Elise Uijen (NED)      | 44e          |

| EF Education-TIBCO-SVB TIB | EF Education-TIBCO-SVB TIB | EF Education-TIBCO-SVB TIB |
| -------------------------- | -------------------------- | -------------------------- |
| Num                        | Coureuse                   | Pos                        |
| 71                         | Femke Beuling (NED)        | 127e                       |
| 73                         | Veronica Ewers (USA)       | 17e                        |
| 74                         | Kathrin Hammes (GER)       | 52e                        |
| 75                         | Sara Poidevin (CAN)        | 103e                       |
| 76                         | Magdeleine Vallieres (CAN) | 60e                        |
| 77                         | Georgia Williams (NZL)     | 39e                        |

| Team Jumbo-Visma TJV | Team Jumbo-Visma TJV          | Team Jumbo-Visma TJV |
| -------------------- | ----------------------------- | -------------------- |
| Num                  | Coureuse                      | Pos                  |
| 81                   | Anna Henderson (GBR)          | 27e                  |
| 82                   | Amber Kraak (NED)             | 22e                  |
| 83                   | Coryn Labecki (USA)           | 112e                 |
| 84                   | Riejanne Markus (NED) (route) | 4e                   |
| 85                   | Noemi Rüegg (SUI)             | 68e                  |
| 86                   | Eva van Agt (NED)             | 42e                  |
| 87                   | Marianne Vos (NED)            | 26e                  |

| Team Jayco AlUla BEX | Team Jayco AlUla BEX          | Team Jayco AlUla BEX |
| -------------------- | ----------------------------- | -------------------- |
| Num                  | Coureuse                      | Pos                  |
| 91                   | Kristen Faulkner (USA)        | 28e                  |
| 92                   | Teniel Campbell (TTO) (route) | 107e                 |
| 93                   | Georgie Howe (AUS)            | 101e                 |
| 94                   | Nina Kessler (NED)            | NP-5                 |
| 95                   | Amber Pate (AUS)              | 49e                  |
| 96                   | Ane Santesteban (ESP)         | 18e                  |
| 97                   | Urška Žigart (SLO)            | 40e                  |

| Liv Racing TeqFind LIV | Liv Racing TeqFind LIV         | Liv Racing TeqFind LIV |
| ---------------------- | ------------------------------ | ---------------------- |
| Num                    | Coureuse                       | Pos                    |
| 101                    | Caroline Andersson (SWE)       | 33e                    |
| 102                    | Rachele Barbieri (ITA)         | NP-4                   |
| 103                    | Mavi García (ESP) (route)      | 9e                     |
| 104                    | Tereza Neumanová (CZE) (route) | 90e                    |
| 105                    | Katia Ragusa (ITA)             | 79e                    |
| 106                    | Silke Smulders (NED)           | 63e                    |
| 107                    | Quinty Ton (NED)               | 57e                    |

| St Michel-Mavic-Auber 93 AUB | St Michel-Mavic-Auber 93 AUB | St Michel-Mavic-Auber 93 AUB |
| ---------------------------- | ---------------------------- | ---------------------------- |
| Num                          | Coureuse                     | Pos                          |
| 111                          | Simone Boilard (CAN)         | 66e                          |
| 112                          | Coralie Demay (FRA)          | 31e                          |
| 113                          | Camille Fahy (FRA)           | AB-5                         |
| 114                          | Roxane Fournier (FRA)        | NP-5                         |
| 115                          | Dilyxine Miermont (FRA)      | 36e                          |
| 116                          | Olivia Onesti (FRA)          | 95e                          |
| 117                          | Margot Pompanon (FRA)        | 83e                          |

| Israel-Premier Tech Roland CGS | Israel-Premier Tech Roland CGS | Israel-Premier Tech Roland CGS |
| ------------------------------ | ------------------------------ | ------------------------------ |
| Num                            | Coureuse                       | Pos                            |
| 121                            | Claire Steels (GBR)            | 15e                            |
| 122                            | Tamara Dronova (RUS)           | 29e                            |
| 123                            | Sofia Collinelli (ITA)         | NP-5                           |
| 124                            | Elizabeth Stannard (AUS)       | 43e                            |
| 125                            | Anna Kiesenhofer (AUT)         | 59e                            |
| 126                            | Elena Pirrone (ITA)            | 93e                            |
| 127                            | Hannah Buch (GER)              | 114e                           |

| Coop-Hitec Products HPU | Coop-Hitec Products HPU       | Coop-Hitec Products HPU |
| ----------------------- | ----------------------------- | ----------------------- |
| Num                     | Coureuse                      | Pos                     |
| 131                     | Stine Dale (NOR)              | 77e                     |
| 132                     | Georgia Danford (AUS)         | 120e                    |
| 133                     | Sigrid Ytterhus Haugset (NOR) | 53e                     |
| 134                     | Kerry Jonker (RSA)            | AB-5                    |
| 135                     | Tiril Jørgensen (NOR)         | AB-5                    |
| 136                     | Mari Hole Mohr (NOR)          | AB-4                    |
| 137                     | Josie Nelson (GBR)            | NP-7                    |

| Eneicat-CMTeam-Seguros Deportivos EIC | Eneicat-CMTeam-Seguros Deportivos EIC | Eneicat-CMTeam-Seguros Deportivos EIC |
| ------------------------------------- | ------------------------------------- | ------------------------------------- |
| Num                                   | Coureuse                              | Pos                                   |
| 141                                   | Andrea Alzate (COL)                   | 54e                                   |
| 142                                   | Isabel Martin (ESP)                   | 108e                                  |
| 143                                   | Laura Ruiz Pérez (ESP)                | 85e                                   |
| 144                                   | Lucia Ruiz Pérez (ESP)                | 38e                                   |
| 145                                   | Marina Varenyk (UKR)                  | 109e                                  |
| 146                                   | Carolina Vargas (COL)                 | 37e                                   |
| 147                                   | Aranza Villalón (CHI)                 | 64e                                   |

| Bizkaia-Durango BDU | Bizkaia-Durango BDU          | Bizkaia-Durango BDU |
| ------------------- | ---------------------------- | ------------------- |
| Num                 | Coureuse                     | Pos                 |
| 151                 | Daniela Campos (POR) (route) | NP-4                |
| 152                 | Lucía González (ESP)         | 50e                 |
| 153                 | Ana Vitória Magalhães (BRA)  | 81e                 |
| 154                 | Eukene Larrarte (ESP)        | 111e                |
| 155                 | Irene Mendez Melgarejo (ESP) | 61e                 |
| 156                 | Sofía Rodríguez (ESP)        | 117e                |
| 157                 | Catalina Soto (CHI)          | 80e                 |

| Laboral Kutxa-Fundación Euskadi LKF | Laboral Kutxa-Fundación Euskadi LKF | Laboral Kutxa-Fundación Euskadi LKF |
| ----------------------------------- | ----------------------------------- | ----------------------------------- |
| Num                                 | Coureuse                            | Pos                                 |
| 161                                 | Yurani Blanco (ESP)                 | 56e                                 |
| 162                                 | Idoia Eraso (ESP)                   | 67e                                 |
| 163                                 | Ariana Gilabert (ESP)               | 65e                                 |
| 164                                 | Usoa Ostolaza (ESP)                 | NP-5                                |
| 165                                 | Nadia Quagliotto (ITA)              | 30e                                 |
| 166                                 | Laura Rodriguez (ESP)               | AB-6                                |
| 167                                 | Alba Teruel (ESP)                   | 58e                                 |

| Bepink BPK | Bepink BPK                   | Bepink BPK |
| ---------- | ---------------------------- | ---------- |
| Num        | Coureuse                     | Pos        |
| 171        | Letizia Brufani (ITA)        | 113e       |
| 172        | Andrea Casagranda (ITA)      | 92e        |
| 173        | Nora Jenčušová (SVK) (route) | 98e        |
| 174        | Prisca Savi (ITA)            | AB-3       |
| 175        | Giorgia Vettorello (ITA)     | 70e        |
| 176        | Matilde Vitillo (ITA)        | 89e        |
| 177        | Silvia Zanardi (ITA)         | 82e        |

| Massi Tactic MAT | Massi Tactic MAT           | Massi Tactic MAT |
| ---------------- | -------------------------- | ---------------- |
| Num              | Coureuse                   | Pos              |
| 181              | Valeria Valgonen (RUS)     | 46e              |
| 182              | Cécile Lejeune (FRA)       | AB-2             |
| 183              | Aurela Nerlo (POL)         | AB-6             |
| 184              | Adèle Normand (CAN)        | 72e              |
| 185              | Miryam Núñez (ECU)         | 110e             |
| 186              | Patricia Ortega Ruiz (ESP) | 105e             |
| 187              | Vera Vilaca (POR)          | 97e              |

| Soltec Team STC | Soltec Team STC               | Soltec Team STC |
| --------------- | ----------------------------- | --------------- |
| Num             | Coureuse                      | Pos             |
| 191             | Isabella Escalera (ESP)       | AB-5            |
| 192             | Manuela Muresan (ROU) (route) | 125e            |
| 193             | Andrea Soldevilla (ESP)       | AB-3            |
| 194             | Fiona Mangan (IRL)            | 99e             |
| 195             | Mariana Líbano (POR)          | AB-3            |
| 196             | Romana Slavinec (AUT)         | AB-5            |
| 197             | Liubov Malervein (RUS)        | 121e            |

| Cantabria Deporte-Rio Miera RMC | Cantabria Deporte-Rio Miera RMC | Cantabria Deporte-Rio Miera RMC |
| ------------------------------- | ------------------------------- | ------------------------------- |
| Num                             | Coureuse                        | Pos                             |
| 201                             | Mercedes Carmona Ramos (ESP)    | 87e                             |
| 202                             | Marina Garau Roca (ESP)         | 122e                            |
| 203                             | Belen Gonzalez (ESP)            | AB-5                            |
| 204                             | Susana Perez (ESP)              | 86e                             |
| 205                             | Andrea Perez (ESP)              | AB-6                            |
| 206                             | Beatriz Roxo (POR)              | AB-5                            |
| 207                             | Andrea Velasco (ESP)            | AB-5                            |

| Farto-BTC FAR | Farto-BTC FAR                 | Farto-BTC FAR |
| ------------- | ----------------------------- | ------------- |
| Num           | Coureuse                      | Pos           |
| 211           | Ariadna Gutiérrez (MEX)       | 74e           |
| 212           | Mandana Dehghan (IRI)         | 116e          |
| 213           | Agata Flis (POL)              | 126e          |
| 214           | Lina Svarinska (LAT)          | AB-5          |
| 215           | Maria Del Pilar Jimenez (ESP) | AB-5          |
| 216           | Daria Fomina (RUS)            | 96e           |
| 217           | Azulde Britz (RSA)            | AB-5          |

| Sopela Women's Team SWT | Sopela Women's Team SWT        | Sopela Women's Team SWT |
| ----------------------- | ------------------------------ | ----------------------- |
| Num                     | Coureuse                       | Pos                     |
| 221                     | Maria Banlles Santamaria (ESP) | AB-6                    |
| 222                     | Nahia Imaz (ESP)               | AB-3                    |
| 223                     | Sarah Kastenhuber (GER)        | 124e                    |
| 224                     | Allison Mrugal (USA)           | 119e                    |
| 225                     | Muskilda Olortiz (ESP)         | HD-1                    |
| 226                     | Laia Puigdefabregas (ESP)      | AB-6                    |
| 227                     | Agustina Reyes (URU)           | AB-6                    |

| Movistar Team MOV | Movistar Team MOV                  | Movistar Team MOV |
| ----------------- | ---------------------------------- | ----------------- |
| Num               | Coureuse                           | Pos               |
| 1                 | Aude Biannic (FRA)                 | 84e               |
| 2                 | Emma Norsgaard Bjerg (DEN)         | 73e               |
| 3                 | Liane Lippert (GER) (route)        | 21e               |
| 4                 | Floortje Mackaij (NED)             | 62e               |
| 5                 | Lourdes Oyarbide (ESP)             | 102e              |
| 6                 | Paula Patiño (COL)                 | 34e               |
| 7                 | Annemiek van Vleuten (NED) (route) | 1re               |

| SD Worx SDW | SD Worx SDW              | SD Worx SDW |
| ----------- | ------------------------ | ----------- |
| Num         | Coureuse                 | Pos         |
| 11          | Niamh Fisher-Black (NZL) | 20e         |
| 12          | Femke Markus (NED)       | 91e         |
| 13          | Marlen Reusser (SUI)     | 23e         |
| 14          | Marie Schreiber (LUX)    | 94e         |
| 15          | Elena Cecchini (ITA)     | 78e         |
| 16          | Blanka Vas (HUN) (route) | 75e         |
| 17          | Demi Vollering (NED)     | 2e          |

| Trek-Segafredo TFS | Trek-Segafredo TFS      | Trek-Segafredo TFS |
| ------------------ | ----------------------- | ------------------ |
| Num                | Coureuse                | Pos                |
| 21                 | Elynor Bäckstedt (GBR)  | 115e               |
| 22                 | Lisa Klein (GER)        | 106e               |
| 23                 | Lizzie Deignan (GBR)    | 47e                |
| 24                 | Ilaria Sanguineti (ITA) | 118e               |
| 25                 | Gaia Realini (ITA)      | 3e                 |
| 26                 | Amanda Spratt (AUS)     | 11e                |
| 27                 | Tayler Wiles (USA)      | 104e               |

| Canyon-SRAM Racing CSR | Canyon-SRAM Racing CSR         | Canyon-SRAM Racing CSR |
| ---------------------- | ------------------------------ | ---------------------- |
| Num                    | Coureuse                       | Pos                    |
| 31                     | Ricarda Bauernfeind (GER)      | 5e                     |
| 32                     | Élise Chabbey (SUI)            | 24e                    |
| 33                     | Chloé Dygert (USA)             | NP-6                   |
| 34                     | Katarzyna Niewiadoma (POL)     | 10e                    |
| 35                     | Pauliena Rooijakkers (NED)     | 51e                    |
| 36                     | Agnieszka Skalniak-Sójka (POL) | 55e                    |
| 37                     | Alice Towers (GBR) (route)     | 35e                    |

| FDJ-Suez FST | FDJ-Suez FST          | FDJ-Suez FST |
| ------------ | --------------------- | ------------ |
| Num          | Coureuse              | Pos          |
| 41           | Loes Adegeest (NED)   | 14e          |
| 42           | Marta Cavalli (ITA)   | 13e          |
| 43           | Clara Copponi (FRA)   | 88e          |
| 44           | Marie Le Net (FRA)    | 71e          |
| 45           | Évita Muzic (FRA)     | 6e           |
| 46           | Gladys Verhulst (FRA) | 69e          |
| 47           | Jade Wiel (FRA)       | 32e          |

| UAE Team ADQ UAD | UAE Team ADQ UAD            | UAE Team ADQ UAD |
| ---------------- | --------------------------- | ---------------- |
| Num              | Coureuse                    | Pos              |
| 51               | Karolina Kumięga (POL)      | 100e             |
| 52               | Olivia Baril (CAN)          | 19e              |
| 53               | Eugenia Bujak (SLO) (route) | 76e              |
| 54               | Mikayla Harvey (NZL)        | 48e              |
| 55               | Alena Ivanchenko (RUS)      | 25e              |
| 56               | Erica Magnaldi (ITA)        | 8e               |
| 57               | Silvia Persico (ITA)        | 12e              |

| Team DSM DSM | Team DSM DSM           | Team DSM DSM |
| ------------ | ---------------------- | ------------ |
| Num          | Coureuse               | Pos          |
| 61           | Francesca Barale (ITA) | 41e          |
| 62           | Léa Curinier (FRA)     | 45e          |
| 63           | Charlotte Kool (NED)   | AB-4         |
| 64           | Juliette Labous (FRA)  | 7e           |
| 65           | Esmée Peperkamp (NED)  | 16e          |
| 66           | Maeve Plouffe (AUS)    | 123e         |
| 67           | Elise Uijen (NED)      | 44e          |

| EF Education-TIBCO-SVB TIB | EF Education-TIBCO-SVB TIB | EF Education-TIBCO-SVB TIB |
| -------------------------- | -------------------------- | -------------------------- |
| Num                        | Coureuse                   | Pos                        |
| 71                         | Femke Beuling (NED)        | 127e                       |
| 73                         | Veronica Ewers (USA)       | 17e                        |
| 74                         | Kathrin Hammes (GER)       | 52e                        |
| 75                         | Sara Poidevin (CAN)        | 103e                       |
| 76                         | Magdeleine Vallieres (CAN) | 60e                        |
| 77                         | Georgia Williams (NZL)     | 39e                        |

| Team Jumbo-Visma TJV | Team Jumbo-Visma TJV          | Team Jumbo-Visma TJV |
| -------------------- | ----------------------------- | -------------------- |
| Num                  | Coureuse                      | Pos                  |
| 81                   | Anna Henderson (GBR)          | 27e                  |
| 82                   | Amber Kraak (NED)             | 22e                  |
| 83                   | Coryn Labecki (USA)           | 112e                 |
| 84                   | Riejanne Markus (NED) (route) | 4e                   |
| 85                   | Noemi Rüegg (SUI)             | 68e                  |
| 86                   | Eva van Agt (NED)             | 42e                  |
| 87                   | Marianne Vos (NED)            | 26e                  |

| Team Jayco AlUla BEX | Team Jayco AlUla BEX          | Team Jayco AlUla BEX |
| -------------------- | ----------------------------- | -------------------- |
| Num                  | Coureuse                      | Pos                  |
| 91                   | Kristen Faulkner (USA)        | 28e                  |
| 92                   | Teniel Campbell (TTO) (route) | 107e                 |
| 93                   | Georgie Howe (AUS)            | 101e                 |
| 94                   | Nina Kessler (NED)            | NP-5                 |
| 95                   | Amber Pate (AUS)              | 49e                  |
| 96                   | Ane Santesteban (ESP)         | 18e                  |
| 97                   | Urška Žigart (SLO)            | 40e                  |

| Liv Racing TeqFind LIV | Liv Racing TeqFind LIV         | Liv Racing TeqFind LIV |
| ---------------------- | ------------------------------ | ---------------------- |
| Num                    | Coureuse                       | Pos                    |
| 101                    | Caroline Andersson (SWE)       | 33e                    |
| 102                    | Rachele Barbieri (ITA)         | NP-4                   |
| 103                    | Mavi García (ESP) (route)      | 9e                     |
| 104                    | Tereza Neumanová (CZE) (route) | 90e                    |
| 105                    | Katia Ragusa (ITA)             | 79e                    |
| 106                    | Silke Smulders (NED)           | 63e                    |
| 107                    | Quinty Ton (NED)               | 57e                    |

| St Michel-Mavic-Auber 93 AUB | St Michel-Mavic-Auber 93 AUB | St Michel-Mavic-Auber 93 AUB |
| ---------------------------- | ---------------------------- | ---------------------------- |
| Num                          | Coureuse                     | Pos                          |
| 111                          | Simone Boilard (CAN)         | 66e                          |
| 112                          | Coralie Demay (FRA)          | 31e                          |
| 113                          | Camille Fahy (FRA)           | AB-5                         |
| 114                          | Roxane Fournier (FRA)        | NP-5                         |
| 115                          | Dilyxine Miermont (FRA)      | 36e                          |
| 116                          | Olivia Onesti (FRA)          | 95e                          |
| 117                          | Margot Pompanon (FRA)        | 83e                          |

| Israel-Premier Tech Roland CGS | Israel-Premier Tech Roland CGS | Israel-Premier Tech Roland CGS |
| ------------------------------ | ------------------------------ | ------------------------------ |
| Num                            | Coureuse                       | Pos                            |
| 121                            | Claire Steels (GBR)            | 15e                            |
| 122                            | Tamara Dronova (RUS)           | 29e                            |
| 123                            | Sofia Collinelli (ITA)         | NP-5                           |
| 124                            | Elizabeth Stannard (AUS)       | 43e                            |
| 125                            | Anna Kiesenhofer (AUT)         | 59e                            |
| 126                            | Elena Pirrone (ITA)            | 93e                            |
| 127                            | Hannah Buch (GER)              | 114e                           |

| Coop-Hitec Products HPU | Coop-Hitec Products HPU       | Coop-Hitec Products HPU |
| ----------------------- | ----------------------------- | ----------------------- |
| Num                     | Coureuse                      | Pos                     |
| 131                     | Stine Dale (NOR)              | 77e                     |
| 132                     | Georgia Danford (AUS)         | 120e                    |
| 133                     | Sigrid Ytterhus Haugset (NOR) | 53e                     |
| 134                     | Kerry Jonker (RSA)            | AB-5                    |
| 135                     | Tiril Jørgensen (NOR)         | AB-5                    |
| 136                     | Mari Hole Mohr (NOR)          | AB-4                    |
| 137                     | Josie Nelson (GBR)            | NP-7                    |

| Eneicat-CMTeam-Seguros Deportivos EIC | Eneicat-CMTeam-Seguros Deportivos EIC | Eneicat-CMTeam-Seguros Deportivos EIC |
| ------------------------------------- | ------------------------------------- | ------------------------------------- |
| Num                                   | Coureuse                              | Pos                                   |
| 141                                   | Andrea Alzate (COL)                   | 54e                                   |
| 142                                   | Isabel Martin (ESP)                   | 108e                                  |
| 143                                   | Laura Ruiz Pérez (ESP)                | 85e                                   |
| 144                                   | Lucia Ruiz Pérez (ESP)                | 38e                                   |
| 145                                   | Marina Varenyk (UKR)                  | 109e                                  |
| 146                                   | Carolina Vargas (COL)                 | 37e                                   |
| 147                                   | Aranza Villalón (CHI)                 | 64e                                   |

| Bizkaia-Durango BDU | Bizkaia-Durango BDU          | Bizkaia-Durango BDU |
| ------------------- | ---------------------------- | ------------------- |
| Num                 | Coureuse                     | Pos                 |
| 151                 | Daniela Campos (POR) (route) | NP-4                |
| 152                 | Lucía González (ESP)         | 50e                 |
| 153                 | Ana Vitória Magalhães (BRA)  | 81e                 |
| 154                 | Eukene Larrarte (ESP)        | 111e                |
| 155                 | Irene Mendez Melgarejo (ESP) | 61e                 |
| 156                 | Sofía Rodríguez (ESP)        | 117e                |
| 157                 | Catalina Soto (CHI)          | 80e                 |

| Laboral Kutxa-Fundación Euskadi LKF | Laboral Kutxa-Fundación Euskadi LKF | Laboral Kutxa-Fundación Euskadi LKF |
| ----------------------------------- | ----------------------------------- | ----------------------------------- |
| Num                                 | Coureuse                            | Pos                                 |
| 161                                 | Yurani Blanco (ESP)                 | 56e                                 |
| 162                                 | Idoia Eraso (ESP)                   | 67e                                 |
| 163                                 | Ariana Gilabert (ESP)               | 65e                                 |
| 164                                 | Usoa Ostolaza (ESP)                 | NP-5                                |
| 165                                 | Nadia Quagliotto (ITA)              | 30e                                 |
| 166                                 | Laura Rodriguez (ESP)               | AB-6                                |
| 167                                 | Alba Teruel (ESP)                   | 58e                                 |

| Bepink BPK | Bepink BPK                   | Bepink BPK |
| ---------- | ---------------------------- | ---------- |
| Num        | Coureuse                     | Pos        |
| 171        | Letizia Brufani (ITA)        | 113e       |
| 172        | Andrea Casagranda (ITA)      | 92e        |
| 173        | Nora Jenčušová (SVK) (route) | 98e        |
| 174        | Prisca Savi (ITA)            | AB-3       |
| 175        | Giorgia Vettorello (ITA)     | 70e        |
| 176        | Matilde Vitillo (ITA)        | 89e        |
| 177        | Silvia Zanardi (ITA)         | 82e        |

| Massi Tactic MAT | Massi Tactic MAT           | Massi Tactic MAT |
| ---------------- | -------------------------- | ---------------- |
| Num              | Coureuse                   | Pos              |
| 181              | Valeria Valgonen (RUS)     | 46e              |
| 182              | Cécile Lejeune (FRA)       | AB-2             |
| 183              | Aurela Nerlo (POL)         | AB-6             |
| 184              | Adèle Normand (CAN)        | 72e              |
| 185              | Miryam Núñez (ECU)         | 110e             |
| 186              | Patricia Ortega Ruiz (ESP) | 105e             |
| 187              | Vera Vilaca (POR)          | 97e              |

| Soltec Team STC | Soltec Team STC               | Soltec Team STC |
| --------------- | ----------------------------- | --------------- |
| Num             | Coureuse                      | Pos             |
| 191             | Isabella Escalera (ESP)       | AB-5            |
| 192             | Manuela Muresan (ROU) (route) | 125e            |
| 193             | Andrea Soldevilla (ESP)       | AB-3            |
| 194             | Fiona Mangan (IRL)            | 99e             |
| 195             | Mariana Líbano (POR)          | AB-3            |
| 196             | Romana Slavinec (AUT)         | AB-5            |
| 197             | Liubov Malervein (RUS)        | 121e            |

| Cantabria Deporte-Rio Miera RMC | Cantabria Deporte-Rio Miera RMC | Cantabria Deporte-Rio Miera RMC |
| ------------------------------- | ------------------------------- | ------------------------------- |
| Num                             | Coureuse                        | Pos                             |
| 201                             | Mercedes Carmona Ramos (ESP)    | 87e                             |
| 202                             | Marina Garau Roca (ESP)         | 122e                            |
| 203                             | Belen Gonzalez (ESP)            | AB-5                            |
| 204                             | Susana Perez (ESP)              | 86e                             |
| 205                             | Andrea Perez (ESP)              | AB-6                            |
| 206                             | Beatriz Roxo (POR)              | AB-5                            |
| 207                             | Andrea Velasco (ESP)            | AB-5                            |

| Farto-BTC FAR | Farto-BTC FAR                 | Farto-BTC FAR |
| ------------- | ----------------------------- | ------------- |
| Num           | Coureuse                      | Pos           |
| 211           | Ariadna Gutiérrez (MEX)       | 74e           |
| 212           | Mandana Dehghan (IRI)         | 116e          |
| 213           | Agata Flis (POL)              | 126e          |
| 214           | Lina Svarinska (LAT)          | AB-5          |
| 215           | Maria Del Pilar Jimenez (ESP) | AB-5          |
| 216           | Daria Fomina (RUS)            | 96e           |
| 217           | Azulde Britz (RSA)            | AB-5          |

| Sopela Women's Team SWT | Sopela Women's Team SWT        | Sopela Women's Team SWT |
| ----------------------- | ------------------------------ | ----------------------- |
| Num                     | Coureuse                       | Pos                     |
| 221                     | Maria Banlles Santamaria (ESP) | AB-6                    |
| 222                     | Nahia Imaz (ESP)               | AB-3                    |
| 223                     | Sarah Kastenhuber (GER)        | 124e                    |
| 224                     | Allison Mrugal (USA)           | 119e                    |
| 225                     | Muskilda Olortiz (ESP)         | HD-1                    |
| 226                     | Laia Puigdefabregas (ESP)      | AB-6                    |
| 227                     | Agustina Reyes (URU)           | AB-6                    |